# 二氢桦木酸
二氢桦木酸是一种有机化合物，分子式C30H50O3，属于一种羽扇豆烷型五环三萜，存在于红厚壳（Alexandrian laurel）等植物中。